# Brandebourg-sur-la-Havel
Pour les articles homonymes, voir Brandebourg (homonymie).
Brandebourg-sur-la-Havel (en allemand : Brandenburg an der Havel) est une ville allemande du Land de Brandebourg. La ville historique, mentionnée pour la première fois vers 928/929, se développe autour d'une forteresse slave, elle est la résidence des premiers margraves de Brandebourg au XIIe siècle et le siège de la principauté épiscopale de Brandebourg ; c'est pourquoi elle est souvent appelée le « berceau de la marche ».

## Géographie
Le territoire communal s'étend sur les rives de la rivière Havel, à mi-chemin entre la capitale Potsdam et l'embouchure de l'Elbe à Havelberg.  Le centre-ville se trouve à environ 70 kilomètres à l'ouest de Berlin.

## Histoire
| Appartenances historiques Marche de Brandebourg 1157-1806 Royaume de Prusse (Province de Brandebourg) 1806–1871 Empire allemand 1871-1918 République de Weimar 1918–1933 Reich allemand 1933–1945 Allemagne occupée 1945–1949 République démocratique allemande 1949–1990 Allemagne 1990–présent |

### Moyen Âge
Sur la Dominsel (île de la cathédrale) se trouvait la forteresse centrale de la tribu des Slaves Hevelli ou Havellanes (en allemand Heveller ou Stodoranen), Parduin, qui est prise en 928-929 par le roi Henri Ier de Germanie et où Otton Ier du Saint-Empire fonde en 948 l'évêché de Brandebourg qui deviendra principauté épiscopale de Brandebourg en 1165.
Lors de leur révolte en 983, les Slaves reprennent la forteresse, et les évêques partent en exil à Magdebourg. Après la mort du dernier prince des Havellanes, Pribislav, Albert Ier de Brandebourg s'empare de la ville en 1157 et fonde la marche de Brandebourg.
En 1165, les Prémontrés s'installent sur l'île de la cathédrale qu'ils commencent à reconstruire. À la même époque se développe la vieille ville (Altstadt) autour de l'église Saint-Gotthard. La ville neuve (Neustadt) est aménagée à la fin du XIIe siècle autour de l'église Sainte-Catherine.
Les deux villes (Altstadt et Neustadt) sont dotées de leurs propres murs d'enceinte et constituent deux communes autonomes. Après 1234, les franciscains fondent un monastère dans la vieille ville, tandis que les dominicains en établissent un en 1286 dans la ville neuve.
Capitale de la marche de Brandebourg et siège épiscopal, les deux villes constituent alors des centres majeurs entre l'Elbe et l'Oder.

### Époque moderne

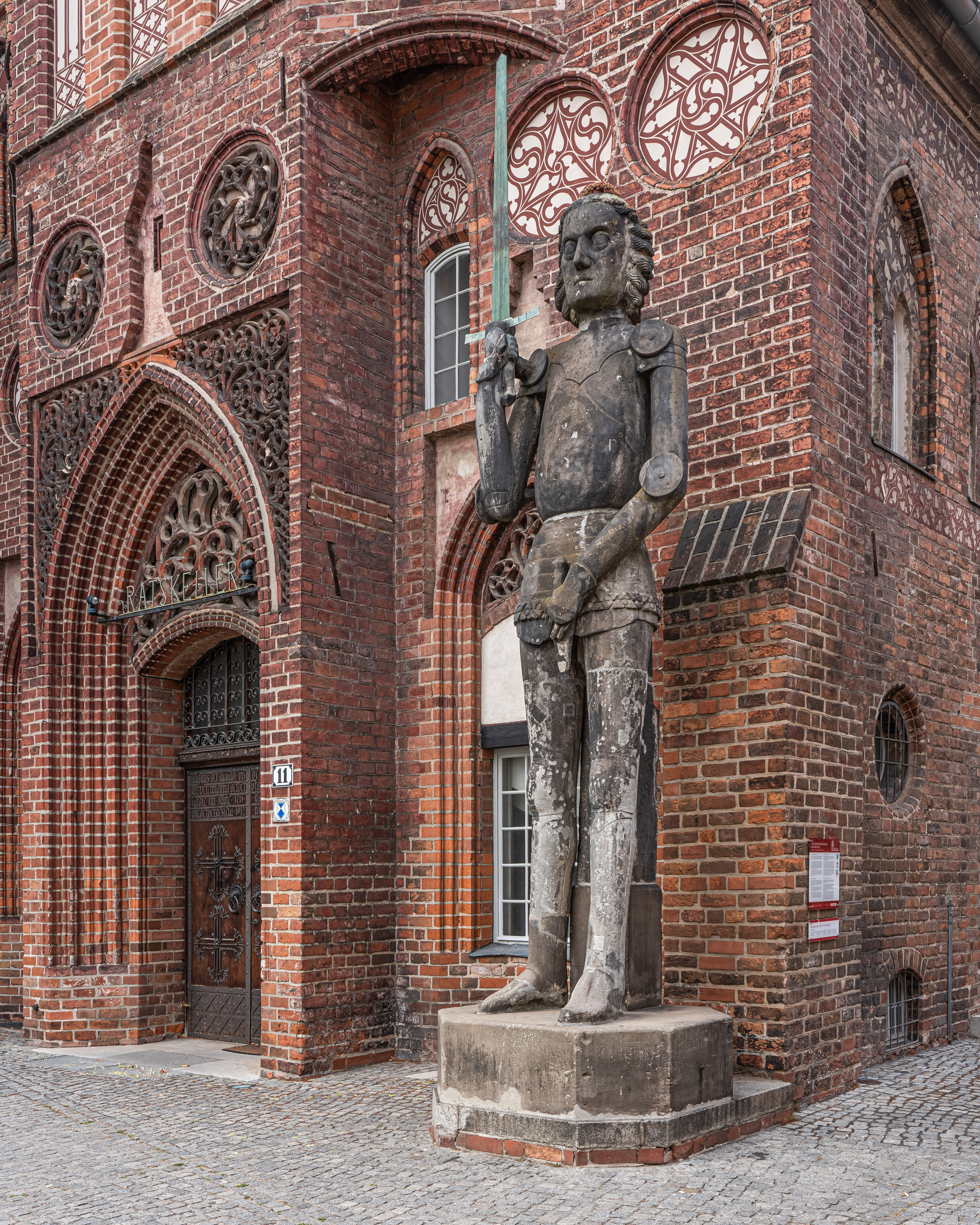
Statue de Roland devant l'hôtel de ville.

Contre les empiétements des Hohenzollern, les deux villes de Brandebourg concluent en 1431 une alliance avec les villes de Berlin, Cölln et Francfort (Oder), qui fait partie jusqu'en 1518 de la Hanse.
Entre 1536 et 1555, la Réforme s'étend dans les deux villes. L'évêché est finalement sécularisé en 1598 et agrégé à la marche de Brandebourg. À la même époque, la ville perd son statut de résidence du prince électeur au profit de Berlin.
Les dommages causés par les conflits et troubles liés à la Guerre de Trente Ans sont terribles : des 10 000 habitants qui vivent à Brandebourg avant la guerre, il n'en reste que 3 000 en 1648.
L'installation des Huguenots en 1685, qui développent la tannerie et le travail du cuir, permet de stimuler l'économie et l'affirmation de la puissance des Hohenzollern fait de Brandebourg une ville de garnison.
La ville est occupée par les troupes françaises entre 1806 et 1808. Cette occupation et les coûts liés à la guerre conduisent Brandebourg à s'endetter lourdement jusque dans la 2e moitié du XIXe siècle.

## Constructions
- Cathédrale Saints-Pierre-et-Paul
- Hôtel de ville avec statue de Roland (en) de 1474
- Églises de Sainte-Catherine et de Saint-Gotthard
- Tours de guet
- Canaux
- Restes et mémorial du cimetière juif

Vue panoramique de Brandebourg-sur-la-Havel, montrant notamment l'église Saint-Gotthard, la cathédrale Saints-Pierre-et-Paul, l'hôtel de ville, l'église Sainte-Catherine.

## Démographie
- Évolution de la population dans les limites actuelles. -- Ligne bleue: Population; Ligne pointillé: Comparaison avec le développement de Brandebourg -- Fond gris: Période du régime nazie; Fond rouge: Période du régime communiste
- Évolution récente (ligne bleue) et prévisions sur l'effectif de résidents

| Année | Population |
| ----- | ---------- |
| 1875  | 34 052     |
| 1890  | 44 664     |
| 1910  | 60 339     |
| 1925  | 70 519     |
| 1933  | 74 800     |
| 1939  | 91 208     |
| 1946  | 85 180     |
| 1950  | 83 434     |
| 1964  | 92 741     |
| 1971  | 96 929     |

| Année | Population |
| ----- | ---------- |
| 1981  | 97 510     |
| 1985  | 97 615     |
| 1989  | 96 084     |
| 1990  | 93 015     |
| 1991  | 91 332     |
| 1992  | 90 637     |
| 1993  | 89 950     |
| 1994  | 88 503     |
| 1995  | 86 753     |
| 1996  | 85 278     |

| Année | Population |
| ----- | ---------- |
| 1997  | 83 263     |
| 1998  | 81 384     |
| 1999  | 79 828     |
| 2000  | 78 404     |
| 2001  | 77 245     |
| 2002  | 76 166     |
| 2003  | 75 485     |
| 2004  | 74 875     |
| 2005  | 74 129     |
| 2006  | 73 475     |

| Année | Population |
| ----- | ---------- |
| 2007  | 72 954     |
| 2008  | 72 516     |
| 2009  | 72 264     |
| 2010  | 71 778     |
| 2011  | 71 381     |
| 2012  | 71 149     |
| 2013  | 71 032     |
| 2014  | 71 032     |
| 2015  | 71 574     |
| 2016  | 71 664     |

| Année | Population |
| ----- | ---------- |
| 2017  | 71 886     |
| 2018  | 72 124     |
| 2019  | 72 184     |
| 2020  | 72 040     |

## Liste des bourgmestres de la ville

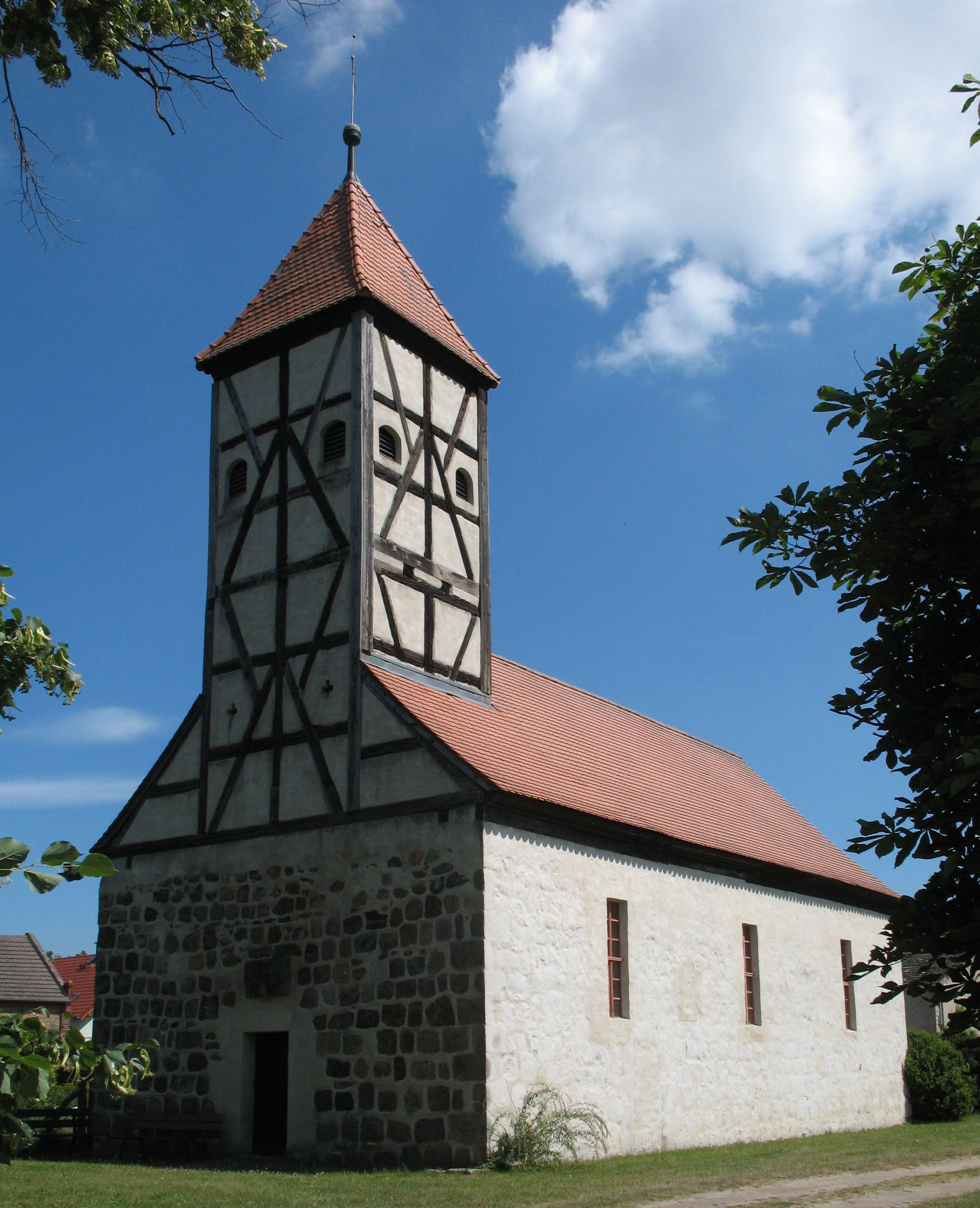
Église à Mahlenzien

| Nom                                | Début du mandat    | Fin du mandat  | Parti   |
| ---------------------------------- | ------------------ | -------------- | ------- |
| Heinrich August Duden              | 1809               | 1815           |         |
| Karl Friedrich Pfitzer             | 1815               | 1818           |         |
| Otto Friedrich Nickel              | 1819               | 1821           |         |
| Georg Friedrich Zander             | 1821               | 1839           |         |
| Franz Ziegler                      | 1840               | 1849           |         |
| Carl Friedrich Brandt              | 1851               | 1864           |         |
| Friedrich Carlos Johannes Gobbin   | 1864               | 1871           |         |
| Carl Reuscher                      | 1871               | 1897           |         |
| Carl Reuscher                      | 1897               | 1905           |         |
| Hugo Dreifert                      | 1905               | 1914           |         |
| Franz Schleusener                  | 1914               | 1920           |         |
| Walther Ausländer                  | 1920               | 1926           |         |
| Ernst Fresdorf                     | 1926               | 1932           |         |
| Paul Szillat                       | 1932               | 1933           |         |
| Adalbert Bauer (comme commissaire) | 20 mars 1933       | 3 juin 1933    |         |
| Erich Kreutz                       | 1933               | 1937           |         |
| Wilhelm Sievers                    | 1938               | 1945           | NSDAP   |
| Wilhelm Leow (comme commissaire)   | 2 mai 1945         | 22 mai 1945    | SPD     |
| Max Herm                           | 22 mai 1945        | 30 août 1945   | KPD     |
| Fritz Lange                        | 1er septembre 1945 | février 1949   | KPD/SED |
| Willi Pröllop                      | février 1949       | septembre 1949 |         |
| Otto Kühne                         | décembre 1949      | 1953           | SED     |
| Wilhelm Behnke                     | 1954               | 1957           | SED     |
| Max Herm                           | 1957               | 1965           | SED     |
| Reinhold Kietz                     | 1965               | 1976           | SED     |
| Elvira Lippitz                     | 1976               | 1985           | SED     |
| Klaus Mühe                         | 1985               | 1990           | SED     |
| Helmut Schliesing                  | 1990               | 2002           | SPD     |
| Helmut Schmidt                     | 2002               | 2003           | SPD     |
| Dietlind Tiemann                   | 2003               | -              | CDU     |

## Jumelages
La ville de Brandebourg-sur-la-Havel est jumelée avec :
- Kaiserslautern (Allemagne) depuis 1988
- Ivry-sur-Seine (France) depuis 1963
- Magnitogorsk (Russie) depuis 1989

## Personnalités
À Brandebourg-sur-la-Havel sont nés :
- Christian Konrad Sprengel (1750) - botaniste.
- Friedrich de La Motte-Fouqué (1777) - écrivain.
- Gustav Noske (1868) - « commissaire du peuple ».
- Paul Hausser (1880-1972) -Feldgeneral de Panzerkorps de la Waffen-SS pendant la Seconde Guerre mondiale.
- Kurt von Schleicher (1882) - chancelier de la République de Weimar.
- Vicco von Bülow (Loriot) (1923-2011) - écrivain et acteur.
- Dieter Krause (1936-2020), kayakiste, champion olympique.
- Michael Nerlich (1939-) - romaniste.
- Bernd Landvoigt (1951-), double champion olympique en aviron.
- Jörg Landvoigt (1951-), frère jumeau du précédent, également double champion olympique en aviron.
- Birgit Fischer (1962-), kayakiste, huit fois championne olympique.
- Anke von Seck (1966-), kayakiste, triple championne olympique.
- Kay Bluhm (1968-), kayakiste, champion olympique.
- Steffen Freund (1970) - footballeur.
- Anna Loos (1970-) - actrice et chanteuse.
- Katrin Wagner-Augustin (1977-), kayakiste, quadruple championne olympique.
- Maximilian Beier (2002-), footballeur.

Personnes célèbres
- Albert Ier - margrave de Brandebourg.
- Otto von Bismarck - élu au Parlement prussien en 1849 à l'arrondissement ancien Brandebourg et Rathenow (48,5 % à Brandebourg-sur-la-Havel)
- Werner Mölders - as de l'aviation, années de scolarité à Brandebourg-sur-la-Havel
- Otto Graf Lambsdorff - années de scolarité à Brandebourg-sur-la-Havel
- Otto Kühne - antifasciste allemand, fut bourgmestre de la ville

## Économie et formation
Brandebourg qui a perdu un quart de sa population depuis la réunification et qui est sinistrée par le chômage, essaie de se développer dans le secteur des nouvelles technologies.
En 1992 a été créée la Fachhochschule (université technique) de Brandebourg. Plus de 2 000 étudiants y sont inscrits. Depuis 2004, elle accueille le siège de RapidEye, entreprise de géomatique et de télédétection internationale ayant plus de 80 employés.

## Sports et culture
Brandebourg possède des clubs permettant la pratique de tous les sports ayant du succès en Allemagne. Les performances de son club de handball sont assez bonnes.
Brandebourg, grâce aux vastes plans d'eau offerts par la Havel, accueille des compétitions d'aviron.
Brandebourg possède aussi un club de rugby, fait plutôt rare en Allemagne.